# 역할 기반 접근 제어
역할 기반 접근 제어(role-based access control, RBAC)는 컴퓨터 시스템 보안에서 권한이 있는 사용자들에게 시스템 접근을 통제하는 한 방법이다. 500명 이상의 직원이 있는 기업 다수가 사용하며 강제 접근 제어(MAC)나 임의 접근 제어(DAC)를 구현할 수 있다. RBAC는 역할 기반 보안으로 부르기도 한다.

## 디자인
RBAC를 위해 정의된 주요 규칙은 다음과 같다:
1. 역할 할당(Role assignment)
2. 역할 권한 부여(Role authorization)
3. 권한 부여(Permission authorization)

RBAC 모델을 정의할 때 다음의 전통적인 규칙을 사용하면 유용하다:
- S = Subject
- R = Role
- P = Permissions
- SE = Session
- SA = Subject Assignment
- PA = Permission Assignment
- RH = Partially ordered Role Hierarchy

## 같이 보기
- 접근 제어 목록 (ACL)

## 추가 문헌
- David F. Ferraiolo; D. Richard Kuhn; Ramaswamy Chandramouli (2007). 《Role-based Access Control》 2판. Artech House. ISBN 978-1-59693-113-8.